# Drosophila aldrichi
Drosophila aldrichi este o specie de muște din genul Drosophila, familia Drosophilidae, descrisă de Patterson în anul 1940. Conform Catalogue of Life specia Drosophila aldrichi nu are subspecii cunoscute.